# Herman Frazier
Herman Frazier (Estados Unidos, 29 de octubre de 1954) es un atleta estadounidense retirado, especializado en la prueba de 400 m, en la que llegó a ser medallista de bronce olímpico en 1976.

## Carrera deportiva
En los JJ. OO. de Montreal 1976 ganó la medalla de bronce en los 400 metros, con un tiempo de 44.95 segundos, llegando a la meta tras el cubano Alberto Juantorena (oro con 44.26 s) y su compatriota el estadounidense Fred Newhouse (plata con 44.40 segundos).